# Daedalic Entertainment
Daedalic Entertainment est un studio de développement allemand et un éditeur de jeux vidéo fondé en 2007 à Hambourg par Carsten Fichtelmann, qui travaillait auparavant chez l'éditeur dtp entertainment en tant que directeur du marketing. Daedalic est notamment connu en Allemagne pour ses jeux Edna et Harvey s'évadent et Les Chroniques de Sadwick.
Les jeux réalisés par Daedalic sont des jeux d'aventure en point & click aux graphismes « cartoon », comprenant de nombreux dialogues au caractère humoristique. Les jeux du studio ont ainsi pu être comparés à ceux du développeur espagnol Pendulo Studios, et ont reçu de nombreuses distinctions décernées par des sites ou des magazines spécialisés (du type « meilleur jeu d'aventure de l'année 2008 » par exemple).
En juin 2023, à la suite de l'échec critique de son titre développé en interne Le Seigneur des anneaux : Gollum, l'entreprise annonce cesser ses activités de développement de jeux pour se concentrer sur son rôle d'éditeur.

## Historique
Au début des années 2020, le développement du jeu Le Seigneur des anneaux : Gollum est perturbé. Des articles du journal allemand Game Two et du site américain IGN, parus en octobre 2023, font état de conditions de travail dégradées à Daedalic : le directeur général et le directeur des opérations auraient fait régner une atmosphère de peur, les développeurs auraient été soumis à du crunch non payé, et les employés les plus inexpérimentés auraient été assimilés à de la « main d'œuvre bon marché » et auraient souffert d'une pression toxique de la part du management.
En juin 2023, à la suite de l'accueil désastreux réservé par la presse et le public à Gollum, l'entreprise annonce cesser toute activité liée au développement de jeux pour se recentrer sur son rôle d'éditeur. Au moins 25 employés devraient être licenciés, escompte alors Daedalic,, sur les 90 que compte le studio.

## Jeux développés

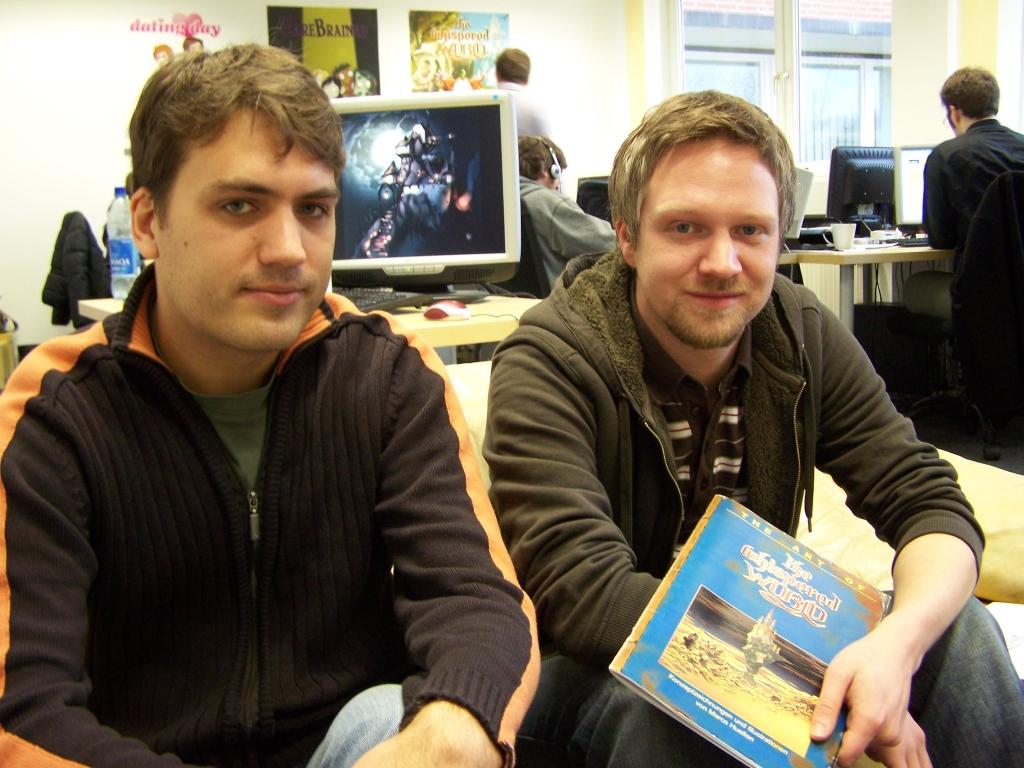
Jan Müller-Michaelis et Marco Hüllen.

- Edna et Harvey s'évadent (Allemagne 2008, France 2011) (PC)
- Les Chroniques de Sadwick : The Whispered World (Allemagne 2009, France 2010) (PC)
- The Tudors (2009)
- Wolfgang Hohlbein – The Inquisitor (2009)
- 20,000 Leagues Under the Sea  (2010)
- A New Beginning (Allemagne 2010, France 2011) (PC)
- Sinister affair – Immortal Lovers  (2010)
- Winterfest – The Learning Game (2010)
- The Hidden Continent 2 - Column of the Maya  (2010)
- The Skillz (2010)
- The Chronicles of Shakespeare: Romeo & Juliet (2010)
- Robin Hood – King of the Outlaw  (2010)
- Ravensburger Puzzle (2010)
- Derrick – Death in the flower bed  (2010)
- Dragon Guardian - The Prophecy  (2011)
- The Chronicles of Shakespeare: A Midsummer Night's Dream  (2011)
- Edna and Harvey: Harvey's New Eyes (Allemagne 2011) (PC)
- Borgia (2011)
- Ravensburger Puzzle 2 (2011)
- Deponia (Allemagne et France 2012) (Xbox One, PS4, PC)
- L'Œil noir : Les Chaînes de Satinav (2012) (PC)
- Chaos on Deponia (2012) (Xbox One, PS4, PC)
- The Night of the Rabbit (2013) (PC)
- L’Œil Noir : Memoria (2013) (PC)
- Journey of a Roach (2013)
- Goodbye Deponia (2013) (PC)
- 1954: Alcatraz (2014) (PC)
- Blackguards : L'Œil noir (janvier 2014) (PC)
- Blackguards : Untold Legends (extension, mars 2014) (PC)
- Blackguards 2 : L'Œil noir (2015) (PC)
- Fire (2015) (PC, Iphone)
- Anna's Quest (2015) (PC)
- Deponia Doomsday (2016) (PC)
- Silence (2016) (Xbox One, PS4, PC)
- State of Mind (2017) (Xbox One, PS4, Switch, PC)
- Les Piliers de la Terre, (2017) (Xbox One, PS4, PC, iOS)
- The Long Journey Home (2018) (Xbox One, PS4, PC)
- The Devil's Men (2019) (PC)
- Andor, Le Secret du Roi (2019) (iOS et Android)
- Le Seigneur des anneaux : Gollum (2022) (Xbox Series X, PS5, PC)

### Uniquement éditeur
- L'Île noyée (2007)
- Ankh: Battle of the Gods (2007)
- Bone: Out from Boneville  (2008)
- Bone: The Great Cow Race  (2008)
- Ankh: Curse of the Scarab King  (Nintendo DS) (2008)
- eXperience 112 (2008)
- Machinarium (2009)
- Full Pipe (2010)
- Tale of a Hero (2010)
- Wallace & Gromit's Grand Adventures (2010)
- Swords and Soldiers (2010)
- Tales of Monkey Island (2010)
- Strong Bad's Cool Game for Attractive People (2010)
- CopaSocca (Facebook) (2011)
- My Free Farm (2011)
- Kapi Hospital (2011)
- Torchlight II (2012)
- Botanicula (2012)
- Gomo (2013)
- Munin (2014)
- Randal's Monday (2014), PC
- Skyhill (2015-2018), (Xbox One, PS4, PC)
- Candle (2016),(Xbox One, PS4, PC)
- Shadow Tactics: Blades of the Shogun (2016), (Xbox One, PS4, PC)
- AER (2016), (Xbox One, PS4, PC, Mac)
- Holy Potatoes ! We're in Space ?! (2017), PC
- The Franz Kafka Videogame (2017), PC
- Barotrauma (2019), PC
- The Suicide of Rachel Foster (2020) (PC, Xbox One, PS4)

## Produits dérivés
En octobre 2013, Daedalic Entertainment a ouvert une boutique en ligne consacrée aux produits dérivés de ses jeux.